# Junior Huerto
Junior Huerto (Lima, Provincia de Lima, Departamento de Lima, Perú, 26 de abril de 1999) es un futbolista peruano, se desempeña como lateral izquierdo o defensa central y su equipo actual es Universidad de San Martín de la Liga 2 de Perú.

## Trayectoria

### Universidad de San Martín
Junior Huerto es producto de las divisiones menores de la Universidad de San Martín. Con 17 años fue convocado al equipo principal por primera vez el 29 de junio de 2016, sin embargo no ingresó en la derrota por 3-0 ante Alianza Lima, por el Campeonato Descentralizado 2016. El 21 de noviembre de ese mismo año en cambio, debutó de manera profesional en la derrota por 5-1 ante Comerciantes Unidos. En esa ocasión Huerto ingresó al minuto 51 en lugar de Jorge Bosmediano.
Siendo un joven prospecto de la San Martín formó parte del equipo de reservas del club hasta que en 2018 se le dio la chance de ver más acción en el terreno de juego. El 19 de agosto de ese año, Huerto marcó su primer gol como profesional en la victoria por 2-0 ante Comerciantes Unidos, redondeando en general una buena campaña a lo largo del Campeonato Descentralizado 2018, anotando cuatro goles en 30 partidos. En 2019 fue el lateral izquierdo titular de San Martín, siendo convocado regularmente a la selección sub-20 y algunos cotejos de la sub-23.

### Sporting Cristal
El 3 de enero de 2020 se convirtió en el primer refuerzo de Sporting Cristal para la temporada 2020, firmando hasta 2023. Hizo su debut en el arranque del Torneo Apertura 2020 jugando como lateral izquierdo en la derrota por 2-1 ante UTC. Fue campeón nacional con Sporting Cristal, ganándole la final a Universitario de Deportes.
Luego de no contar con continuidad en el 2020, sonó con fuerza para reforzar Universitario de Deportes, incluso el director deportivo Francisco Gonzales aceptara las negociaciones, sin embargo, fichó a préstamo por una temporada por la Universidad de San Martín. A finales del 2021 desciende de categoría. En la temporada 2023 descendió de categoría, al quedar último en la tabla acumulada del torneo con la Academia Cantolao, sumó su segundo descenso en su carrera.
En el 2024 se salvó del descenso en la penúltima fecha, logrando mantener al Club San Martin en la Liga 2. Jugó un total de 8 partidos.

## Selección nacional
Junior Huerto recientemente ha sido parte de la selección de fútbol de Perú categoría sub-20, con la cual participó en el Campeonato Sudamericano de Fútbol Sub-20 de 2019. También ha sido parte de la selección sub-15, sub-17, sub-18 y sub-23.
Con el combinado sub-15 se llevó la medalla de oro en el torneo olímpico juvenil de fútbol masculino en los Juegos Olímpicos de la Juventud de Nankín 2014, donde jugó como titular los cuatro partidos de Perú en el campeonato. También estuvo convocado para el Campeonato Sudamericano de Fútbol Sub-17 de 2015 celebrado en Paraguay, donde disputó un encuentro, quedando Perú en el último lugar del grupo A. También representó a Perú con el seleccionado sub-18 en la Copa Mitad del Mundo de Ecuador 2017, torneo amistoso.
Con la sub-20, en junio de 2018, Huerto estuvo como parte del equipo de sparrings de la selección mayor en la Copa Mundial de Fútbol de 2018. En noviembre de ese año ganó el cuadrangular internacional amistoso sub-20 disputado en Lara en 2018 y el 12 de enero de 2019, fue incluido en la nómina de 23 jugadores para el Sudamericano sub-20 de 2019. Fue titular en los cuatro partidos durante la fase de grupos, sin embargo Perú no avanzó a la siguiente etapa.
En abril de 2019, fue convocado a la selección sub-23 de Perú por Nolberto Solano para el primer microciclo con miras a los Juegos Panamericanos de 2019 y el 27 de junio se anunció su convocatoria en la lista final de 18 convocados para dicho torneo. Fue titular en la banda izquierda de Perú, sin embargo vio la tarjeta roja ante Jamaica, quedando la selección en la séptima posición.

### Participación en Campeonatos Sudamericanos
| Torneo                      | Sede     | Resultado      | Partidos | Goles |
| --------------------------- | -------- | -------------- | -------- | ----- |
| Sudamericano Sub-17 de 2015 | Paraguay | Fase de grupos | 1        | 0     |
| Sudamericano Sub-20 de 2019 | Chile    | Fase de grupos | 4        | 0     |

### Participación en Juegos Panamericanos
| Torneo                       | Sede | Resultado     | Partidos | Goles |
| ---------------------------- | ---- | ------------- | -------- | ----- |
| Juegos Panamericanos de 2019 | Perú | Séptimo lugar | 3        | 0     |

### Participación en Juegos Olímpicos
| Torneo                                  | Sede  | Resultado | Partidos | Goles |
| --------------------------------------- | ----- | --------- | -------- | ----- |
| Juegos Olímpicos de la Juventud de 2014 | China | Campeón   | 4        | 0     |

## Estadísticas

### Clubes
Actualizado de acuerdo al último partido jugado el 28 de octubre de 2023.
| Universidad San Martín · Perú | 1.ª           | 2016          | 1   | 0 | — | — | — | — | 1   | 0 |
| Universidad San Martín · Perú | 1.ª           | 2017          | 1   | 0 | — | — | — | — | 1   | 0 |
| Universidad San Martín · Perú | 1.ª           | 2018          | 30  | 4 | — | — | — | — | 30  | 4 |
| Universidad San Martín · Perú | 1.ª           | 2019          | 25  | 0 | 3 | 0 | — | — | 28  | 0 |
| Sporting Cristal · Perú | 1.ª           | 2020          | 8   | 0 | — | — | 1 | 0 | 9   | 0 |
| Sporting Cristal · Perú | Total club    | Total club    | 8   | 0 | 0 | 0 | 1 | 0 | 9   | 0 |
| Universidad San Martín · Perú | 1.ª           | 2021          | 15  | 0 | — | — | — | — | 15  | 0 |
| Universidad San Martín · Perú | Total club    | Total club    | 71  | 4 | 3 | 0 | 0 | 0 | 74  | 4 |
| Sport Boys · Perú | 1.ª           | 2022          | 3   | 0 | — | — | 2 | 0 | 5   | 0 |
| Sport Boys · Perú | Total club    | Total club    | 3   | 0 | 0 | 0 | 2 | 0 | 5   | 0 |
| Academia Cantolao · Perú | 1.ª           | 2022          | 10  | 0 | — | — | — | — | 10  | 0 |
| Academia Cantolao · Perú | 1.ª           | 2023          | 23  | 1 | — | — | — | — | 23  | 1 |
| Academia Cantolao · Perú | Total club    | Total club    | 33  | 1 | 0 | 0 | 0 | 0 | 33  | 1 |
| Total carrera | Total carrera | Total carrera | 116 | 4 | 3 | 0 | 3 | 0 | 122 | 4 |
| (1) Incluye datos de Copa Bicentenario. (2) Incluye datos de Copa Libertadores y Copa Sudamericana. (3) No incluye goles en partidos amistosos. |               |               |     |   |   |   |   |   |     |   |

### Resumen estadístico
| Competición              | Partidos | Goles |
| ------------------------ | -------- | ----- |
| Primera División de Perú | 116      | 4     |
| Copa Bicentenario        | 3        | 0     |
| Copa Libertadores        | 1        | 0     |
| Copa Sudamericana        | 2        | 0     |
| Total                    | 122      | 4     |

## Palmarés

### Campeonatos internacionales
- 1 medalla de oro en el torneo olímpico juvenil de fútbol masculino en los Juegos Olímpicos de la Juventud: 2014 con Perú sub-15

### Distinciones individuales
- Nominado a mejor jugador de la Copa FPF categoría 99: 2015[7]